# Force de soutien stratégique de l'Armée populaire de libération
La Force de soutien stratégique de l'Armée populaire de libération (en chinois : 中国人民解放军战略支援部队), ou (en) People's Liberation Army Strategic Support Force (PLASSF), mise en place fin 2015 et dissoute le 19 avril 2024,,, était une composante de l'armée chinoise responsable de missions dans les domaines spatial, cyber, informationnel et guerre électronique.

## Historique
Fin 2015, aboutit une grande réforme militaire entamée en septembre de la même année qui conduit à la création de trois nouvelles entités au sein de l'Armée populaire de libération (APL). Ainsi, aux côtés de la Force des missiles (composante terre de la dissuasion nucléaire et quatrième branche de l'APL) et du commandement général pour la composante terrestre (dont la direction était jusque-là éclatée entre quatre départements), le Président de la république populaire de Chine, Xi Jinping, crée la Force de soutien stratégique (FSS) le 31 décembre 2015.
La FSS rassemblerait plusieurs unités et départements en lien avec les domaines cyber, spatial et guerre électronique.
Le 19 avril 2024, la Force de soutien stratégique est dissoute et divisée en 3 branches : la Force aérospatiale (en), qui reprend les missions spatiales de la FSS; la Force cyberspatiale (en), qui reprend les mission de cyberguerre, de guerre psychologique et de guerre électronique; et la Force de soutien d'information (en), qui reprend les missions de développement et de soutien des systèmes d'information de l'APL, ainsi que les missions d'intégration de technologies de pointe au sein de l'APL,,,.

## Missions
Cette FSS est une nouvelle branche de l'APL, au même titre que les composantes terrestre, aérienne, navale et nucléaire. Elle a pour but de disposer d'une force capable d'agir dans les nouveaux milieux où se développe la guerre - espace, cyberespace, information, spectre électromagnétique et opérations psychologiques - afin d'y obtenir et de "maintenir un avantage local" dans le temps ou sur une zone.

## Composition
À travers la réforme de 2015, un des objectifs est de consolider et d'améliorer l'intégration des systèmes de haute technologie de l'APL.
Selon les informations disponibles,, en dehors d'entités organisationnelles et logistiques, cette FSS serait composée :
- d'un département des systèmes spatiaux, qui serait responsable principalement des systèmes spatiaux C4ISR de l'APL
- d'un département des systèmes de réseaux (ou cyber), qui aurait la charge d'intégrer des capacités de lutte informatique offensive et défensive, de guerre électronique, de guerre psychologique et de guerre de l'information.

### Département des systèmes spatiaux
Issu de la partie spatiale du Département Général des armements de l'Armée Populaire de Libération et d'une partie des unités et missions du Département de politique générale de l'Armée Populaire de Libération désormais dissous, le département des systèmes spatiaux consolide en son sein tous les aspects en lien avec :
- les opérations spatiales : lancement, soutien, TT&C (telemetry, tracking and control pour télémétrie, poursuite et contrôle),
- l'ISR (Intelligence, surveillance and reconnaissance, c'est-à-dire l'acquisition et l'exploitation coordonnées d'informations et de renseignements).

Ainsi, ce département est responsable des sites de lancement, des unités TT&C, ISR et R&D en lien avec le domaine spatial. À la suite de la dissolution de la FSS, ce département est devenu la Force aérospatiale de l'Armée populaire de libération (en),,.

#### Sites de lancement
- La base de lancement de Jiuquan connue également sous le nom de "Base 20" ou de "20e base de test et d’entraînement", située dans le nord de la Chine dans le désert de Gobi. Ce centre est dédié aux lancement des vols spatiaux habités et des satellites en orbite basse.
- La base de lancement de Taiyuan ("Base 25", "25e base de test et d’entraînement"), située dans la province du Shanxi. Cette base est utilisée pour lancer les satellites placés en orbite basse et en orbite héliosynchrone.
- La base de lancement de Xichang ("Base 27", "27e base de test et d’entraînement"), située dans la province du Sichuan.
- La base de lancement de Wenchang, opérationnelle depuis 2016 et située au sud de la Chine sur l'île de Hainan. Sa situation en bord de mer et au Sud de la Chine est favorable aux tirs de satellites géostationnaires.

#### Unités de télémétrie, suivi et de contrôle
- Le Centre de contrôle et de commandement aérospatial de Beijing (Beijing Aerospace Command and Control Center ou BACC).
- Le Centre de contrôle des satellites de Xi’an, Xi'an Satellite Control Centre (XSCC) ("Base 26", "26e base de test et d’entraînement").
- Les stations de TT&C par exemple la station de Kashi.
- Les bâtiments d'observation spatiale de classe Yuan Wang du département maritime du contrôle et de suivi satellitaire (China Satellite Maritime Tracking and Control Department, "23e base de test et d’entraînement").

#### Autres unités
- à vocation de renseignement, le département est responsable des moyens spatiaux ISR comme les satellites Yaogan à travers :
  - l'Aerospace Reconnaissance Bureau (ARB)
  - le Satellite Main Station (SMS)
- recherche et développement :
  - Le centre de recherche et de développement aérospatial ("29e base de test et d’entraînement")
  - la Base d'essais nucléaires ("21e base de test et d’entraînement")
  - le Project Design Research Center

Outre la gestion des moyens de renseignement par satellites, la FSS dispose de capacités pour mener des opérations offensives ou défensives avec des moyens spatiaux ou terrestres afin d'obtenir une supériorité dans l'espace pour une certaine durée ou une certaine position, comme ce fût démontré notamment en 2007 avec un tir de missile antisatellite et plus tard en 2013 avec trois satellites menant des opérations à proximité dont l'un équipé d'un bras robotique.
Il semble également que le département ait pris un rôle central dans la gestion du système de positionnement par satellite Beidou.

### Département des systèmes de réseaux
Le Département des systèmes de réseaux serait responsable de la cyberguerre en Chine et disposerait de capacités de guerre électronique et de moyens pour réaliser des opérations de guerre psychologique et de l'information. À la dissolution de la FSS, ce département est devenu la Force cyberspatiale de l'Armée populaire de libération (en),,.

#### Capacités cyberguerre
Au titre de la cyberguerre, le département semble avoir récupéré à ce titre la capacité d'espionnage cyber du département de politique générale de l'APL, incluant entre autres l'unité 61398 appelée TRB (Technical reconnaissance bureau).
Il disposerait aussi de moyens de lutte informatique tant offensive que défensive, avec notamment l'unité dénommée CNA (Computer network attack).

#### Capacités dans le spectre électromagnétique et informationnel
Le département aurait également intégré des capacités militaires dans le domaine électromagnétique, des opérations de guerre psychologique et de la guerre de l'information en constituant le noyau clef de la capacité chinoise dans ce cadre.
La FSS assure aussi un soutien des forces dans le domaine de l'information, en leur assurant des informations précises, efficaces et fiables.

## Commandants
- 31 décembre 2015 - Mars 2017[12] :
  - Commandant de la FSS : Général Gao Jin (en), né en 1959, ancien membre du Second corps d'artillerie et ancien président de l'Académie de science militaire (en)
  - Commissaire politique de la FSS : Général Liu Fulian (en), né en 1953, ancien commissaire politique de la région militaire de Beijing (en)
- Septembre 2017 - Présent :
  - Commandant : Général Gao Jin
  - Commissaire politique : Général Zheng Weiping (en), né en 1955, ancien commissaire politique de la région militaire de Nanjing (en) puis du commandement de théâtre oriental (en)